# Христо Христов (генерал)
Христо Георгиев Христов е български офицер, бригаден генерал.

## Биография
Роден е на 13 октомври 1970 г. в град Сливен. През 1988 г. завършва ЕСПУ „Константин Константинов“ в родния си град. В периода 1988 – 1993 г. учи Висшето военно общовойсково училище „Васил Левски“ специалност „Танкови войски - строеви“. Службата си започва като командир на взвод в 13-та бронетанкова бригада в Сливен. Остава на тази позиция до 1997 г. Между 1997 и 2000 г. е командир на рота в същата бригада. От 2000 до 2001 г. е помощник-началник на отдел “Оперативен“ в 3 АК. Между 2001 и 2003 г. учи във Военната академия „Георги С. Раковски“ специалност „Организация и управление на ОТФ от СВ“. В периода 2003 – 2006 г. е главен специалист в Инспекция „Контрол на въоръженията“, Генералния щаб на българската армия. От 2006 до 2009 г. е помощник-началник на отдел в същата инспекция. От 2009 до 2010 г. старши експерт отново в същата инспекция. Между 2010 и 2011 г. е главен експерт в отдел „Учения и тренировки“, Дирекция „Подготовка и използване на войските и силите“ в Щаба на отбраната. В периода 2011 – 2016 г. е главен експерт в отдел „Подготовка и сертификация“, Дирекция „Операции и подготовка“ в Щаба на отбраната. От 2016 до 2917 г. е държавен експерт в същия отдел. След това до 2018 г. учи в Националния Университет по отбрана на САЩ,
Вашингтон. Между 2018 и 2021 г. е началник на отдел „Операции“ в Съвместното командване на силите. В периода 2021 – 2025 г. е заместник-началник на щаба на Съвместното командване на силите по операциите. От 6 януари 2025 г. е повишен в чин бригаден генерал и назначен за началник-щаб на Съвместното командване на силите.

## Образование
- ЕСПУ „Константин Константинов“ – Сливен (до 1988)
- ВВОВУ „Васил Левски“, специалност „Танкови войски - строеви“ (1988 – 1993)
- Военна академия „Георги С. Раковски“, специалност „Организация и управление на ОТФ от СВ“ (2001 – 2003)
- Национален Университет по отбрана на САЩ, Вашингтон (2017 – 2018)

## Военни звания
- Лейтенант (1993)
- Старши лейтенант (1996)
- Капитан (1999)
- Майор (2006)
- Подполковник (2010)
- Полковник (29 юли 2016)
- Бригаден генерал (6 януари 2025)